# 서남동 (광주)
서남동(瑞南洞)은 광주광역시 동구에 위치한 법정동이자 행정동이다. 도청, 노동청, 구청 등 행정기관이 소재하고 있는 호남 행정의 중심지이며, 구시청 사거리 부근의 중심상업지역과 남동의 인쇄업 밀집지역, 금동 서석동의 일반주거지가 공존하고 있다. 조선대학교, 서석초등학교, 대성학원, 양영학원 등 교육 시설이 밀집한 지역이다.

## 유래
1998년 4월 27일 서석산(무등산) 아래에 있는 마을이라는 뜻의 서석동과, 광주 읍성의 남문과 금계(광주천)에서 각각 비롯된  남금동이 1998년 4월 통합되어 서남동으로 이름지었다. 남금동과 서석동은 광주군 성내면과 부동방면에 속하였고 당시 이곳에 남문내, 남문외, 궁수마을이 있었다. 1947년 8월 15일 남금동 지역은 광산동, 남동, 금동으로 개칭되었고, 진원동(서석정1구)와 영동(서석정2구)을 합하여 서석동으로 개칭했다.

## 교육
- 광주서석초등학교
- 전남여자고등학교
- 조선대학교 부속고등학교
- 조선대학교
- 전남대학교 의과대학

## 교통
- 문화전당역